# Kaskaden-Vulkane
Als Kaskaden-Vulkane (engl. „Cascade Volcanoes“, auch „Cascade Volcanic Arc“ [Kaskaden-Vulkan-Bogen] oder „Cascade Arc“ [Kaskaden-Bogen]) werden eine Reihe von Vulkanen in einem Vulkanbogen im westlichen Nord-Amerika bezeichnet; dieser Bogen erstreckt sich vom südwestlichen British Columbia in Kanada über die US-Bundesstaaten Washington und Oregon bis ins nördliche Kalifornien, ein Gebiet von ungefähr 1.130 km (ca. 700 mi) Länge. Der Vulkanbogen hat sich aufgrund der Subduktion entlang der Cascadia-Subduktionszone gebildet. Obwohl der Name von der Kaskadenkette abgeleitet ist, handelt es sich eher um eine geologische Gruppierung als um eine geographische; die Kaskaden-Vulkane erstrecken sich nordwärts bis in die Coast Mountains, über den Fraser River hinaus, welcher gewöhnlich als Nordgrenze der eigentlichen Kaskadenkette angesehen wird.
Zu den wichtigsten Städten entlang des Vulkanbogens gehören Portland, Seattle und Vancouver; die Bevölkerungszahl der Region beträgt mehr als 10 Millionen. Alle diese Menschen sind potenziell von vulkanischer Aktivität und heftigen Erdbeben in der Subduktionszone betroffen. Weil die Bevölkerung im Pazifischen Nordwesten rapide wächst, gehören die Kaskaden-Vulkane aufgrund ihrer Eruptions-Geschichte und des Potentials für künftige Ausbrüche zu den gefährlichsten Vulkanen; außerdem liegen sie auf schwachem, hydrothermal verändertem vulkanischem Gestein, das möglicherweise brüchig ist. Konsequenterweise ist der Mount Rainier einer der durch die International Association of Volcanology and Chemistry of the Earth’s Interior (IAVCEI) ermittelten Dezenniums-Vulkane, da er aufgrund der Gefahr, die er für Seattle und Tacoma darstellt, speziell erforscht wird. Viele große, weit ausgedehnte Erdrutsche, die von Kaskaden-Vulkanen ausgingen, haben Dutzende von Kilometern von ihrem Ursprung entfernte Täler verschlungen. Einige der betroffenen Gebiete sind heute dicht besiedelt.
Die Kaskaden-Vulkane sind Teil des Pazifischen Feuerrings, einem Ring von Vulkanen und benachbarten Bergen rund um den Pazifik. Die Kaskaden-Vulkane sind in historischer Zeit mehrfach ausgebrochen. Die jüngsten Ausbrüche betrafen den Lassen Peak von 1914 bis 1921 und den Mount St. Helens 1980. Sie sind auch der Ort des jüngsten kanadischen Vulkanausbruchs vor etwa 2.350 Jahren am Mount-Meager-Massiv.

## Geologie

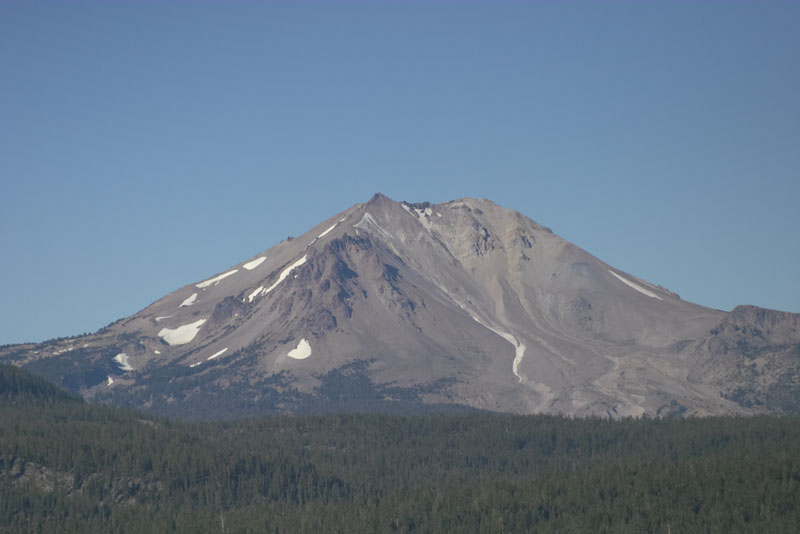
Der Lassen Peak und sein Schutthang vom Cinder Cone aus

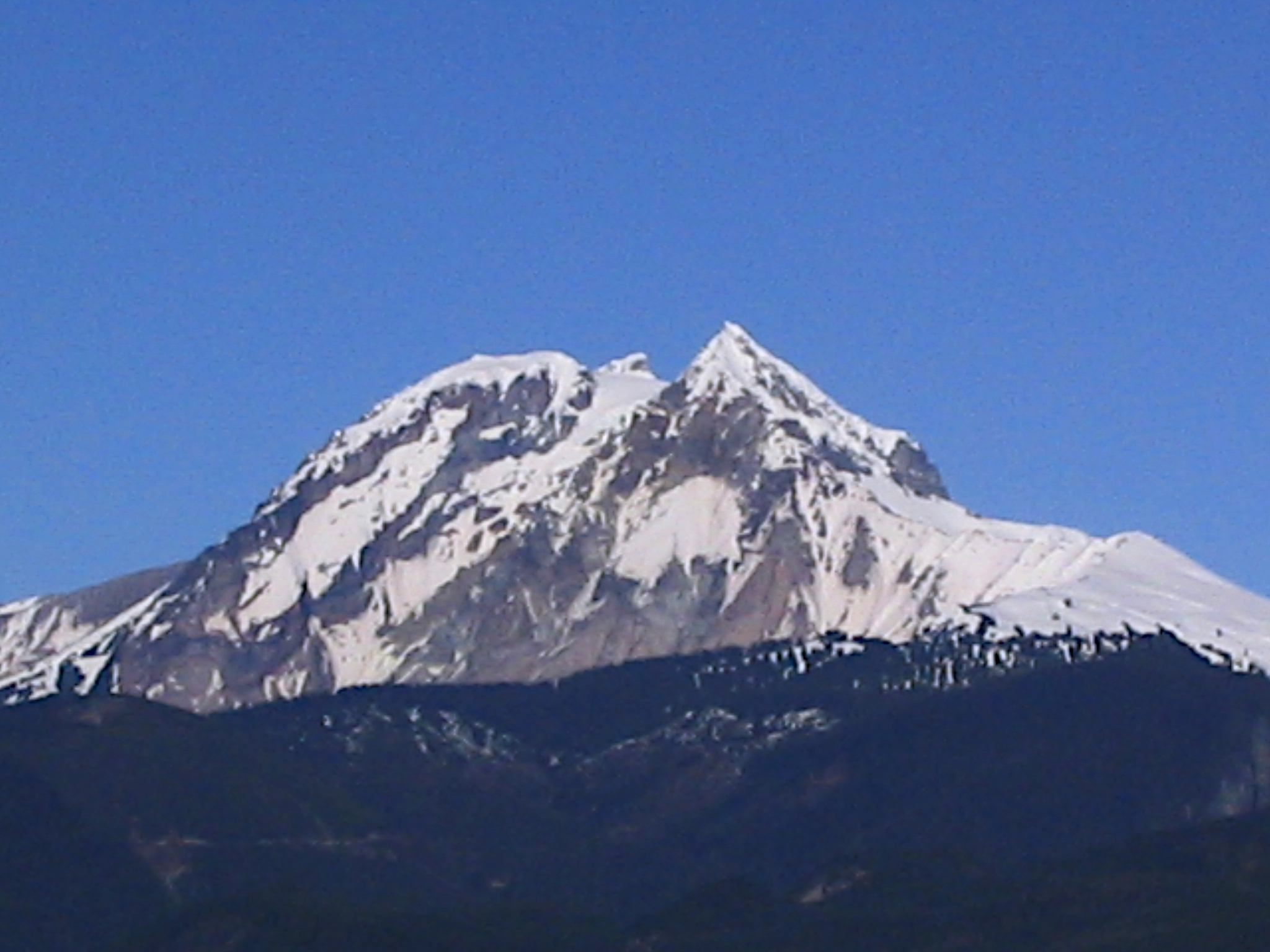
Der Mount Garibaldi, von Squamish aus gesehen

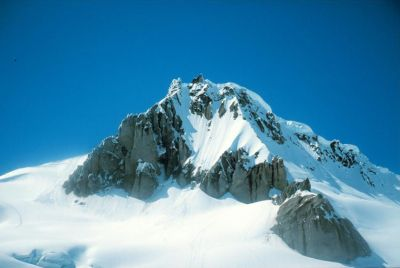
Der Mount Cayley von seinem Südosthang aus gesehen

Zu den Kaskaden-Vulkanen gehören fast 20 große Vulkane unter mehr als 4.000 Vulkanschloten; es gibt zahlreiche Schichtvulkane, Schildvulkane, Lavadome und Schlacken- und Aschenkegel, daneben auch ein paar isolierte Exemplare seltenerer Vulkanformen wie Tafelvulkane. Der Vulkanismus in dem Bogen begann vor etwa 37 Mio. Jahren; die meisten der heutigen Kaskaden-Vulkane sind jedoch weniger als 2 Mio. Jahre alt. Zwölf Vulkane erreichen mehr als 3.000 m (ca. 10.000 ft) in der Höhe, die beiden höchsten – Mount Rainier und Mount Shasta – erreichen mehr als 4.300 m (ca. 14.000 ft). Vom Volumen her sind die beiden größten Kaskaden-Vulkane der  Medicine Lake Volcano und der Newberry Volcano mit ihren breiten Schilden, welche 600 km³ bzw. 450 km³ umfassen. Der Glacier Peak ist der einzige Kaskaden-Vulkan, der ausschließlich aus Dazit besteht.
In den vergangenen 37 Mio. Jahren hat der Kaskaden-Bogen eine Kette von Vulkanen durch den gesamten Pazifischen Nordwesten hervorgebracht. Mehrere Kaskaden-Vulkane sind regelmäßig aktiv. Die Kaskaden-Vulkane haben einige Eigenschaften gemeinsam, doch jeder einzelne hat seine einzigartigen geologischen Merkmale und seine eigene Geschichte. Der Lassen Peak in Kalifornien, der zuletzt 1917 ausbrach, ist der südlichste in historischer Zeit aktive Vulkan im Bogen, während der Mount Meager in British Columbia, der vor etwa 2.350 Jahren ausbrach, im Allgemeinen als der nördlichste in der Kette gilt. Einige wenige isolierte vulkanische Zentren nordwestlich des Mount-Meager-Massivs wie die Silverthrone Caldera, welche einen kreisförmigen Caldera-Komplex von etwa 32 Kilometern Durchmesser darstellt, könnte gleichfalls das Produkt der Cascadia-Subduktion sein, weil die magmatischen Gesteine Andesit, Basaltandesit, Dazit und Rhyolith dort genauso gefunden werden können wie irgendwo anders in der Subduktionszone. Uneinig ist man sich bezüglich der Schätzungen zur Platten-Konfiguration und der Subduktionsrate, doch auf der Basis der chemischen Daten dieser Vulkane sind sie mit der Subduktion in Zusammenhang zu bringen und deshalb Teil des Kaskaden-Vulkan-Bogens. Der Kaskaden-Vulkan-Bogen scheint segmentiert zu sein, denn der zentrale Teil ist der aktivste, während der nördliche Teil der am wenigsten aktive ist.
Lava repräsentiert das früheste Stadium in der Entwicklung des Kaskaden-Vulkan-Bogens, welches vorwiegend südlich der eigentlichen North Cascades zu Tage tritt, wo die Hebung der Kaskadenkette geringer war und sich eine dickere Decke der vulkanischen Gesteine erhalten hat. In den North Cascades haben Geologen bisher noch keine 35 Mio. Jahre alten vulkanischen Gesteine sicher identifiziert, doch Überbleibsel des internen Röhrensystems des prähistorischen Bogens bestehen in Gestalt von Plutonen fort, welche kristallisierte Magmakammern sind, die einst die Kaskaden-Vulkane speisten. Die größte Masse dieser Röhren im Kaskaden-Bogen ist der Chilliwack-Batholith, welcher einen Großteil des nördlichen Bereichs im North Cascades National Park und der benachbarten Bereiche in British Columbia ausmacht. Einzelne Plutone sind zwischen 35 Mio. und 2,5 Mio. Jahre alt. Die älteren Gesteine, die vom Magma überdeckt wurden, sind durch die Hitze verändert worden.
Rings um die Plutone des Batholiths sind die älteren Gesteine rekristallisiert. Diese Kontakt-Metamorphose erzeugte ein feines Netz verflochtener Kristalle in den Altgesteinen, härtete sie im Allgemeinen und machte sie so widerstandsfähiger gegen Erosion. Wo die Rekristallisation intensiv war, nahmen die Gesteine ein neues, dichtes, dunkles und hartes Erscheinen an. Viele zerklüftete Gipfel in den North Cascades verdanken ihr Hervortreten diesen Prozessen. Diese Gesteine bilden einige der Giganten der Nord-Kaskaden wie Mount Shuksan, Mount Redoubt, Mount Challenger und Hozomeen Mountain, die allesamt teilweise von den Plutonen des nahe gelegenen oder unter ihnen liegenden Chilliwack-Batholith gebildet wurden.
Der Garibaldi-Vulkangürtel ist die nördliche Erweiterung des Kaskaden-Vulkan-Bogens. Vulkane in diesem riesigen Vulkanfeld sind meist Schichtvulkane wie der Rest des Kaskaden-Bogens, können aber auch Calderen, Schlacken- und Aschenkegel sowie kleine isolierte Lava-Massen sein. Die Ausbruchstypen im Belt reichen von effusiv bis explosiv mit Zusammensetzungen von Basalt bis zu Rhyoliten. Aufgrund der wiederholten kontinentalen und alpinen Vereisungen spiegeln viele vulkanische Ablagerungen komplexe Interaktionen zwischen der Magma-Zusammensetzung, der Topographie und veränderlichen Eis-Konfigurationen wider. Vier Vulkane im Belt traten seit 1975 im Zusammenhang mit seismischer Aktivität hervor, darunter das Mount-Meager-Massiv, der Mount Garibaldi und das Mount-Cayley-Massiv.
Der Pemberton-Vulkangürtel ist ein erodiertes Vulkanfeld nördlich des Garibaldi-Vulkangürtels, welcher anscheinend im Miozän geformt wurde, bevor er vom Nordende der Juan-de-Fuca-Platte abbrach. Die Silverthrone Caldera ist der einzige Vulkan im Belt, der bei der seismischen Aktivität seit 1975 hervorgetreten ist.
Das Mount-Meager-Massiv ist das am wenigsten stabile vulkanische Massiv in Kanada. Es hat während der letzten 7.300 Jahre mindestens drei Mal mehrere Meter mächtige Schichten von Ton und Felsen im Pemberton Valley abgeladen. Neuere Bohrungen in der Sohle des Pemberton Valley stießen auf Rückstände eines Bergsturzes, der kurz vor dem letzten Ausbruch des 50 km entfernten Vulkans vor 2.350 Jahren stammt. Etwa 1 Mrd. m³ Steine und Sand wurden über das Tal verteilt. Zwei frühere Bergstürze vor etwa 4.450 bzw. 7.300 Jahren, brachten Trümmer über mindestens 32 km vom Vulkan heran. Kürzlich verursachte der Vulkan etwa alle zehn Jahre kleinere Bergstürze einschließlich eines, der 1975 vier Geologen in der Nähe des Meager Creek tötete. Die Wahrscheinlichkeit, dass das Mount-Meager-Massiv stabile Abschnitte des Pemberton Valley mit einem Bergsturz überzieht, wird auf einen Zeitraum innerhalb von 2.400 Jahren geschätzt. Es gibt kein Anzeichen für vulkanische Aktivität, die mit diesen Ereignissen gekoppelt wäre. Wissenschaftler warnen jedoch davor, dass der Vulkan einen massiven Bergsturz in besiedeltem Gebiet ohne Vorwarnung verursachen könnte.
In der Vergangenheit verursachte der Mount Rainier die größten Trümmerlawinen und erzeugte auch mächtige Lahare, die auf die Anwesenheit großer Gletschereismengen zurückzuführen sind. Seine Lahare haben den gesamten Weg bis zum Puget Sound zurückgelegt. Vor etwa 5.000 Jahren rutschte ein großes Stück des Vulkans ab; die Trümmerlawine trug zum massiven Osceola Mudflow bei, welcher bis zum heutigen Tacoma und in den Süden von Seattle reichte. Diese gewaltige Lawine aus Eis und Steinen trug die obersten 490 m (ca. 1.600 ft) des Berges ab und verringerte seine Höhe auf etwa 4.300 m (ca. 14.100 ft). Etwa vor 530 … 550 Jahren ereignete sich der Electron Mudflow, der jedoch nicht so gewaltig wie der Osceola Mudflow war.

## Menschheitsgeschichte

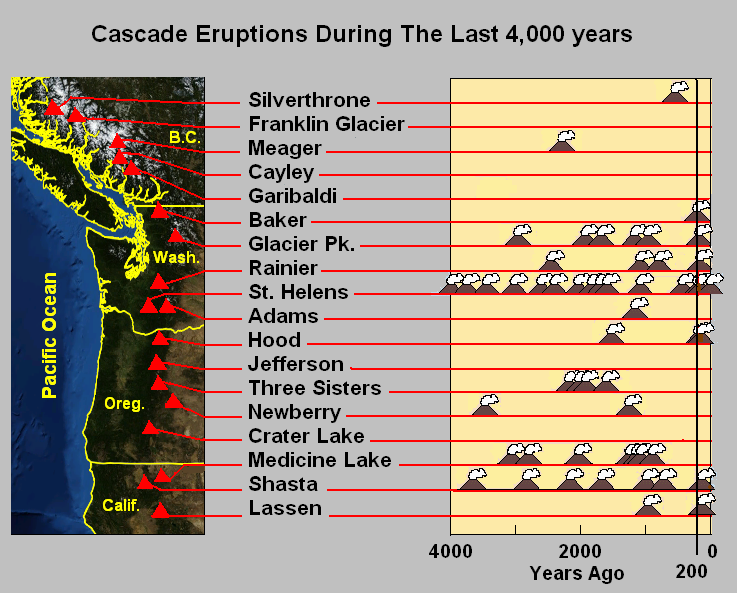
Die größten Eruptionen von Kaskaden-Vulkanen in den letzten 4.000 Jahren

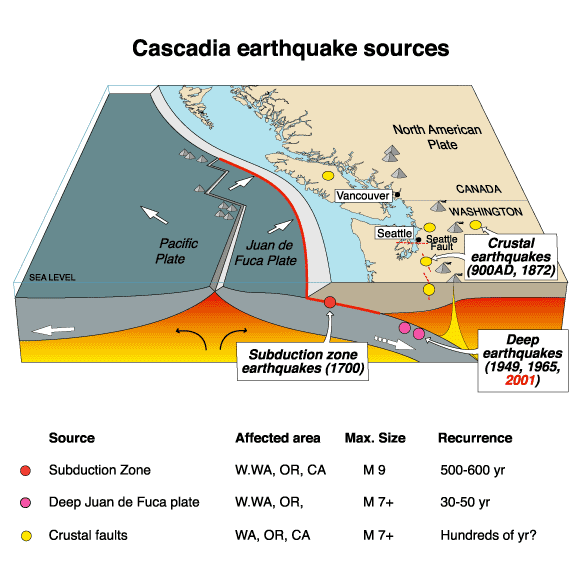
Erdbebenherde im Umfeld der Kaskaden

Indigene Völker haben das Gebiet vor tausenden von Jahren besiedelt und ihre eigenen Mythen und Legenden im Zusammenhang mit den Kaskaden-Vulkanen entwickelt. Nach einigen dieser Sagen wurden der Mount Baker, der Mount Jefferson, der Mount Shasta und der Mount Garibaldi als Fluchtorte bei einer Sintflut genutzt. Andere Geschichten wie die Sage von der Bridge of the Gods stellten mehrere Kaskadengipfel wie den Mount Hood und den Mount Adams als gottähnliche Häuptlinge dar, die Krieg gegeneinander führten, indem sie Feuer und Steine aufeinander warfen. Der Mount St. Helens mit seiner anmutigen Erscheinung von vor 1980 wurde als schönes Mädchen bewirtet, weswegen sich Hood und Adams in die Haare gerieten. Unter den vielen den Mount Baker betreffenden Geschichten erzählt eine, dass der Vulkan früher mit Mount Rainier verheiratet war und in seiner Nähe lebte. Später siedelte sie wegen eines Ehestreits nach Norden an ihre heutige Position um. Die eingeborenen Stämme geben den Gipfeln der Hoch-Kaskaden wie auch den niedrigeren Bergen ihre eigenen Namen; die bekanntesten sind Tahoma, der Lushootseed-Name des Mount Rainier. Mount Cayley und The Black Tusk sind den Squamish, die in der Nähe lebten, als „Landeplatz des Donnervogels“ bekannt.
Thermalquellen im kanadischen Teil des Bogens wurden ursprünglich von den First Nations genutzt und verehrt. Die Quellen am Meager Creek werden in der Sprache der Lillooet Teiq genannt und waren die am weitesten entfernten den Lillooet River aufwärts. Die Geist-Wesen/Zauberer – als „die Wandler“ (engl. „the Transformers“) bekannt – erreichten sie auf ihrer Reise in das Lillooet Country; sie waren außerdem ein „Trainings“-Ort für junge Indianer, an dem sie Kraft und Wissen erlangten. In diesem Gebiet wurde auch die Häuptlings-Pfeife aus schwarzem Stein (engl. „blackstone“), die ein wichtiges Artefakt der Lillooet darstellt, in Vulkanasche gefunden, welche vermutlich von der Eruption des Mount-Meager-Massivs von vor 2.350 Jahren stammt.
Es gibt viele mit den großen Vulkanen oder den anderen Gipfeln oder geografischen Besonderheiten (viele Thermalquellen, Wasserfälle, Felstürme etc.) zusammenhängende Legenden. Geschichten von Tahoma – heute Mount Rainier und Namensgeber für die Stadt Tacoma – spielen auf großartige, verborgene Höhlen mit schlafenden Giganten, Erscheinungen und anderen Mirakeln in den Vulkanen von Washington an. Mount Shasta in Kalifornien war lange für seine Assoziationen mit allem mit Lemuria Zusammenhängenden wohl bekannt, von Aliens bis hin zu Elfen und – wie überall im Kaskaden-Bogen – zu Sasquatch/Bigfoot.
Im Frühjahr 1792 erreichte der britische Seefahrer George Vancouver den Puget Sound und begann, den hohen Bergen, die er sah, englische Namen zu geben. Mount Baker wurde nach Vancouvers Drittem Offizier benannt, der anmutige Mount St. Helens nach einem berühmten Diplomaten, Mount Hood zu Ehren von Samuel Hood, 1. Viscount Hood (ein Admiral der Royal Navy) und der höchste Gipfel der Kaskaden, Mount Rainier, nach dem Admiral Peter Rainier. Vancouvers Expedition benannte jedoch nicht den Gebirgszug, zu dem diese Gipfel gehörten. Als der Seehandel in der Strait of Georgia und im Puget Sound ab den 1790er Jahren an Fahrt aufnahm, wurden die Gipfel von Mount Rainier und Mount Baker den Kapitänen und Mannschaften (meist, aber nicht ausschließlich Briten und US-Amerikaner) vertraut.
Mit Ausnahme des Ausbruchs des Lassen Peak in Nord-Kalifornien (1915) waren die Vulkane im Kaskadenbogen mehr als ein Jahrhundert lang ruhig. Am 18. Mai 1980 erschütterte der Ausbruch des wenig bekannten Mount St. Helens die Ruhe und rückte den Kaskaden-Bogen ins Zentrum der Aufmerksamkeit der Welt. Geologen waren davon beunruhigt, dass dieser Ausbruch ein Zeichen dafür sein könnte, dass die lange Ruhezeit der Kaskaden-Vulkane vorbei war; es wurde auf die Periode von 1800 … 1870 verwiesen, als insgesamt acht der Vulkane ausbrachen. Seit dem Ausbruch des Mount St. Helens hat sich kein weiterer ereignet, dennoch wurden Vorsichtsmaßnahmen wie die Etablierung des Mount Rainier Volcano Lahar Warning System im Pierce County ergriffen.

## Cascadia-Subduktionszone

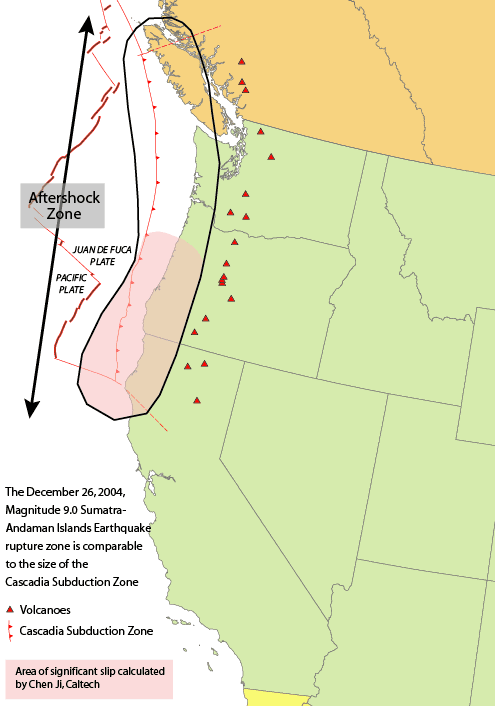
Gebiet der Cascadia-Subduktionszone mit den Kaskaden-Vulkanen (rote Dreiecke)

Die Kaskaden-Vulkane entstanden durch die Subduktion der Juan-de-Fuca-Platte, der Explorer-Platte und der Gordaplatte (Reste der sehr viel größeren Farallon-Platte) unter die Nordamerikanische Platte entlang der Cascadia-Subduktionszone. Diese ist eine 1.090 km (ca. 680 mi) lange Verwerfung, die etwa 80 km (ca. 50 mi) jenseits der Küste des Pazifischen Nordwestens von Nord-Kalifornien bis zur Vancouver Island in British Columbia verläuft. Die Platten bewegen sich mit einer Geschwindigkeit von mehr als 10 Millimetern pro Jahr in einem etwas schiefen Winkel.
Aufgrund des großen Gebiets, das die Verwerfung einnimmt, kann die Cascadia-Subduktionszone heftige Erdbeben (Stärke 9,0 oder größer) hervorrufen, wenn sich die Spannungen über das gesamte Gebiet entladen. Wenn die „geschlossenen“ Zonen Energie für ein Erdbeben speichern, kann die „Übergangs“-Zone trotz einiger Plastizität aufreißen. Thermische und Deformations-Untersuchungen legen nahe, dass die geschlossene Zone vollkommen blockiert ist und etwa 60 km unter die Deformationsgrenze abtauchen kann. Ein weiteres Abtauchen erzeugt einen Übergang von vollkommen blockiert zu einem aseismischen Abgleiten.
Anders als bei den meisten Subduktionszonen weltweit gibt es keine Tiefseerinne entlang des Kontinentalrandes in der Cascadia-Subduktionszone. Stattdessen wurden die Terrane und Akkretionskeile emporgehoben und eine Reihe von Küstengebirgen und exotischen Bergen entstanden. Eine hohe Sedimentationsrate aus den drei Hauptabflüssen (Fraser River, Columbia River und Klamath River), welche die Kaskadenkette queren, tragen zum weiteren Verdecken des Kontinentalrandes bei. In Übereinstimmung mit den meisten Subduktionszonen wird der äußere Kontinentalrand jedoch komprimiert, ähnlich einer gigantischen Feder. Wenn die gespeicherte Energie plötzlich durch eine Rutschung quer über die Verwerfung freigesetzt wird, kann die Cascadia-Subduktionszone sehr starke Erdbeben wie das von 1700 erzeugen, das eine Stärke Mw von 8,7–9,2 hatte.

## Katastrophale Ausbrüche

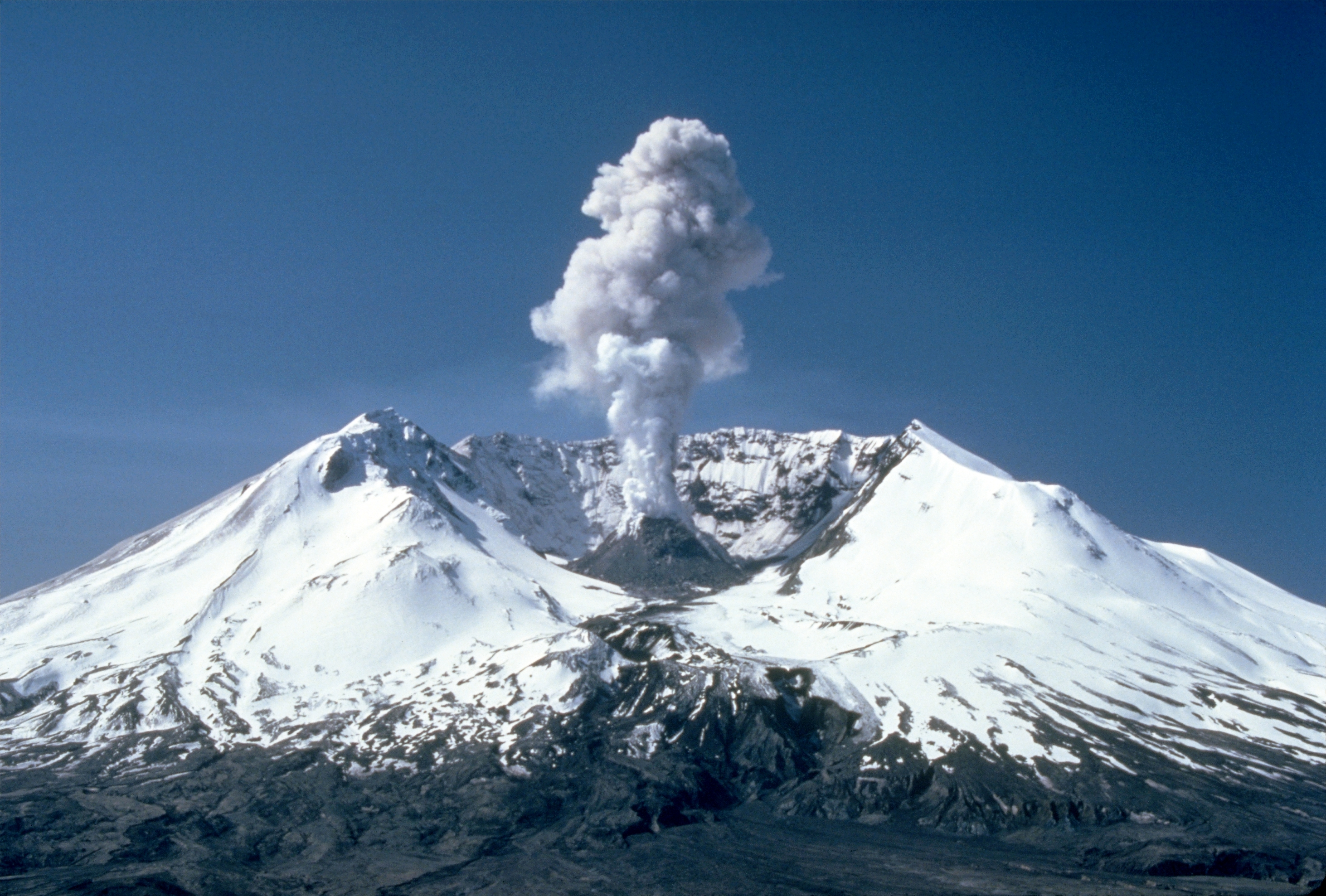
Die hohe Dampfwolke vom Mount St. Helens am 19. Mai 1982

Ausbruch des Mount St. Helens 1980
Der Ausbruch des Mount St. Helens 1980 war einer der am genauesten untersuchten Vulkanausbrüche im Kaskaden-Bogen und einer der bestuntersuchten überhaupt. Es handelte sich um eine Plinianische Eruption mit einem Vulkanexplosivitätsindex (VEI) von 5; dabei war sie die erheblichste in der aufgezeichneten Geschichte der Continental United States. Ein Erdbeben am 18. Mai 1980 um 08:32 Uhr verursachte das Abrutschen der gesamten geschwächten Nordflanke des Berges. Eine Aschensäule stieg so hoch in die Atmosphäre auf, dass die Asche in elf Bundesstaaten nachgewiesen werden konnte. Die Eruption tötete 57 Menschen und tausende Tiere; außerdem verursachte sie Schäden in Höhe von einer Milliarde US-Dollar.
Ausbrüche des Lassen Peak 1914–1917
Am 22. Mai 1915 zerstörte eine explosive Eruption des Lassen Peak nahegelegene Gebiete und verbreitete Vulkanasche bis zu 320 km (ca. 200 mi) weit nach Osten. Eine gewaltige Säule aus vulkanischer Asche und Gas stieg mehr als 9.100 m (ca. 30.000 ft) in die Höhe und war selbst in Eureka (Kalifornien), 240 km (ca. 150 mi) westlich zu sehen. Ein Pyroklastischer Strom raste die Flanke des Vulkans herunter und devastierte ein Gebiet von 7,8 Quadratkilometern. Diese Explosion war die heftigste in einer Serie von Eruptionen am Lassen Peak zwischen 1914 und 1917.
Ausbruch des Mount-Meager-Massivs vor ca. 2.350 Jahren
Der Ausbruch des Mount Meager stellt den jüngsten Vulkanausbruch auf dem Gebiet des heutigen Kanada dar; die ausgestoßene Vulkanasche konnte noch im heutigen Alberta nachgewiesen werden. Der Ausbruch verlief ähnlich dem des Mt. St. Helens von 1980; die ausgestoßene Aschesäule muss etwa 20 km in die Höhe bis in die Stratosphäre gereicht haben. Diese Aktivität erzeugte eine Reihe vulkanischer Ablagerungen, die entlang der Steilhänge am Lillooet River zutage treten, was als Pebble Creek Formation bezeichnet wird. Der Ausbruch war diskontinuierlich und ging von einem Schlot an der Nordostseite des Plinth Peak aus. Ein ungewöhnliches, mächtiges Schuttfeld aus zusammengeschmolzener vitrophyrischer Brekzie könnte den explosiven Kollaps eines früheren Lavadoms repräsentieren; die Asche wurde in mehreren Metern Dicke um das Schlotgebiet abgelagert.
Ausbruch des Mount Mazama vor ca. 7.700 Jahren

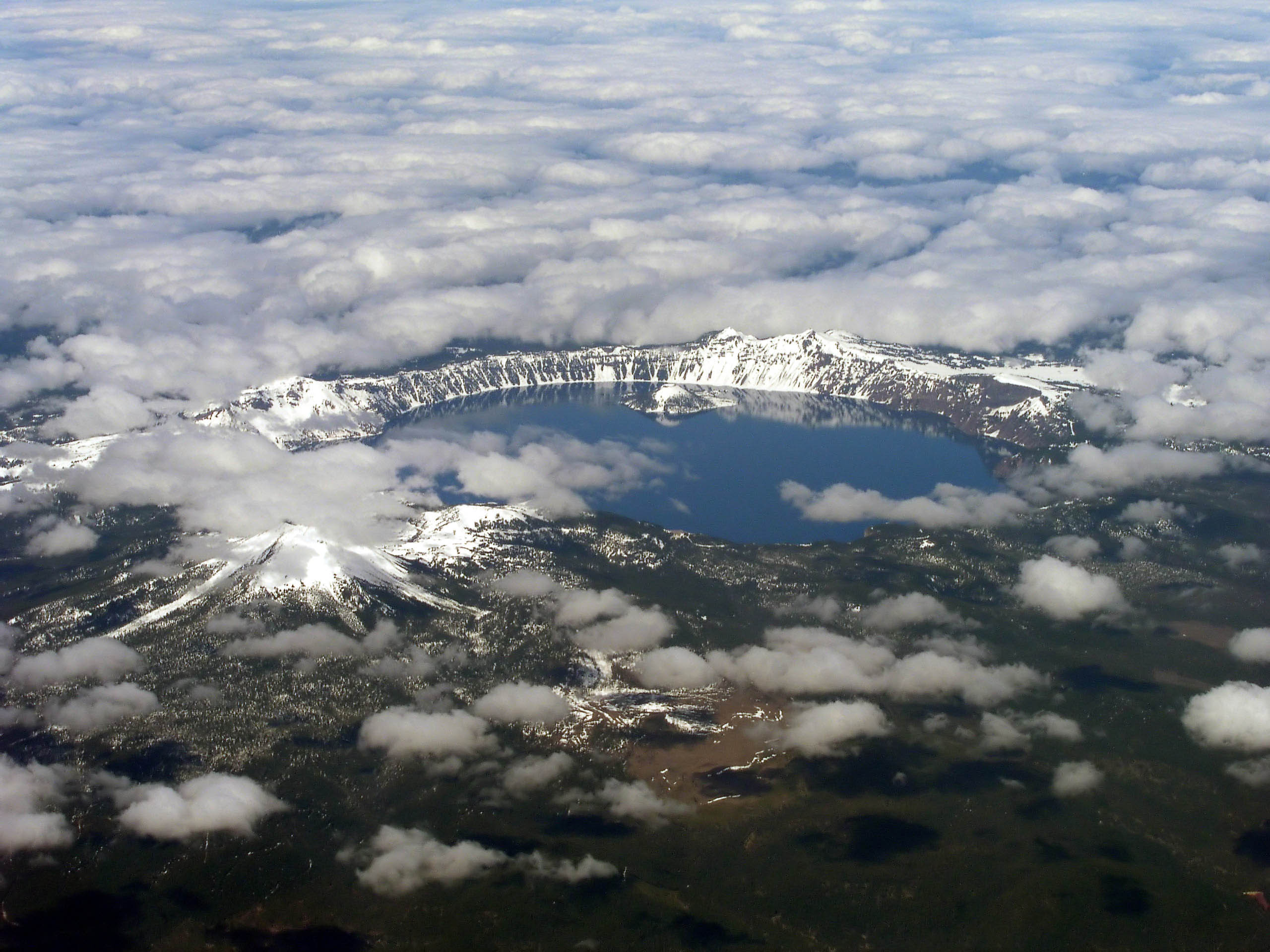
Die Caldera des Mount Mazama, gefüllt mit dem Crater Lake

Der Ausbruch des Mount Mazama vor ca. 7.700 Jahren war eine heftige katastrophale Eruption im heutigen Bundesstaat Oregon. Er begann mit einer großen Eruptionssäule mit Bims-Brocken und vulkanischer Asche, die aus einem einzelnen Schlot ausgestoßen wurde. Der Ausbruch war so heftig, dass der größte Teil des Mount Mazama kollabierte und eine Caldera bildete; anschließend gab es kleinere Eruptionen als die Caldera begann, sich mit Wasser zu füllen. Schließlich bildete sich innerhalb der Caldera der Crater Lake. Vulkanische Asche wurde über den größten Teil des Pazifischen Nordwestens der heutigen USA wie auch über Teile des heutigen südlichen Kanada verbreitet.
Ausbruch des Glacier Peak vor ca. 13.100 Jahren
Vor ca. 13.000 Jahren erzeugte der Glacier Peak eine ungewöhnlich starke Sequenz von Eruptionen, deren vulkanische Aschen bis ins heutige Wyoming nachweisbar sind.

### Weitere Ausbrüche
Silverthrone Caldera
Die meisten Eruptionen der Silverthrone Caldera in den Pacific Ranges fanden während der letzten Eiszeit statt und waren diskontinuierlich sowohl während des Pemberton- als auch des Garibaldi-Stadiums des Vulkanismus aktiv. Die Caldera ist eine der größten unter den wenigen Calderen im westlichen Kanada, sie misst etwa 30 km in der Länge (Nord-Süd) und 20 km in der Breite (Ost-West). Die letzte Eruption des Mount Silverthrone schlug gegen das Eis im Chernaud Creek. Die Lava wurde vom Eis gestaut und bildete ein Kliff mit einem Wasserfall. Die jüngste Aktivität liegt etwa 1.000 Jahre zurück.
Mount Garibaldi
Der Mount Garibaldi in den Pacific Ranges war zuletzt vor etwa 10.700 … 9.300 Jahren aktiv; die Aktivität ging von einem Schlacken- und Aschenkegel aus, der Opal Cone genannt wird. Er erzeugte einen 15 km langen ausgedehnten Lavastrom mit hervortretenden faltigen Kämmen. Für einen silikareichen Lavafluss war er ungewöhnlich lang.
Mount Baker

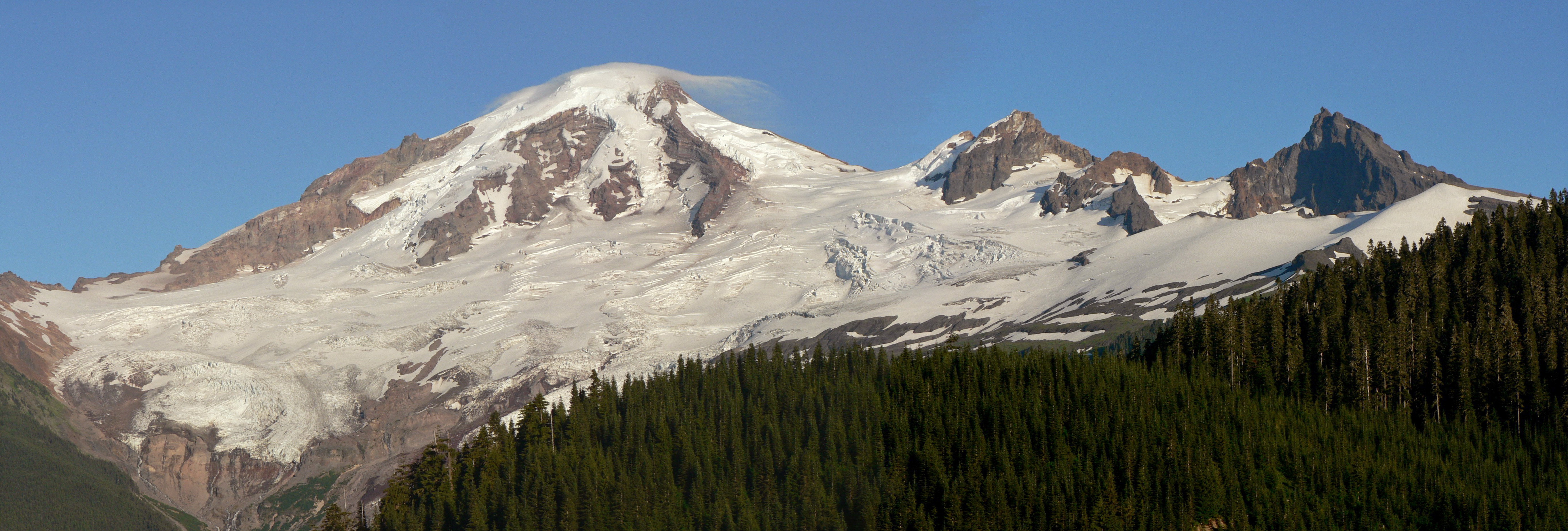
Panorama von Mount Baker und den Black Buttes von Nordwesten gesehen

Mitte des 19. Jahrhunderts brach der Mount Baker das erste Mal nach mehreren tausend Jahren aus. Es gibt nach wie vor eine Fumarolen-Aktivität im Sherman-Krater, unmittelbar südlich des Vulkan-Gipfels; die Aktivität intensivierte sich 1975 und ist immer noch energiereich. Eine Eruption wird in Zukunft jedoch nicht erwartet.
Glacier Peak
Der Glacier Peak brach zuletzt vor 200 … 300 Jahren aus, in den vergangenen 4.000 Jahren etwa sechs Mal.
Mount Rainier
Der Mount Rainier brach zuletzt zwischen 1824 und 1854 aus, doch viele Augenzeugen berichteten auch 1858, 1870, 1879, 1882 und 1894 über eruptive Aktivität. In den vergangenen 4.000 Jahren hat der Mount Rainier mindestens vier Eruptionen und viele Lahare erzeugt.
Mount Adams
Der Mount Adams war zuletzt vor etwa 1.000 Jahren aktiv und erzeugte während der letzten Jahrtausende wenige Eruptionen, deren Ergebnis mehrere gewaltige Lavaflüsse darstellen. Die bemerkenswertesten davon waren das A. G. Aiken Lava Bed, die Muddy Fork Lava Flows und der Takh Takh Lava Flow. Einer der jüngsten Lavaflüsse ging vom South Butte aus und schuf das 7,2 km (4,5 mi) lange und 0,8 km (0,5 mi) breite A.G. Aiken Lava Bed. Thermale Anomalien (Hotspots) und Gas-Emissionen (incl. Schwefelwasserstoff) traten insbesondere am Gipfelplateau seit der Great Slide (dt. etwa „Große Rutschung“) von 1921 auf.
Mount Hood
Der Mount Hood war zuletzt vor etwa 200 Jahren aktiv und erzeugte pyroklastische Ströme, Lahare und einen wohlbekannten Lavadom nahe seinem Gipfel, den Crater Rock. Zwischen 1856 und 1865 gab es eine Reihe von Dampfexplosionen am Mount Hood.
Newberry-Vulkan
Eine Menge vulkanischer Aktivität gab es am Newberry-Vulkan, welcher zuletzt vor etwa 1.300 Jahren aktiv war. Hier findet sich eine der größten Ansammlungen von Schlacken- und Aschenkegel, Lavadomen, Lavaflüssen und Fissuren der Welt.
Medicine Lake Volcano
Der Medicine Lake Volcano brach während der letzten 4.000 Jahre etwa acht Mal aus und war zuletzt vor etwa 1.000 Jahren aktiv, als Rhyolite und Dazit am Glass Mountain und den zugehörigen Schloten nahe dem Ost-Rand der Caldera ausgestoßen wurden.
Mount Shasta
Der Mount Shasta brach zuletzt 1786 aus und war über etwa 4.000 Jahre der aktivste Vulkan im heutigen Kalifornien; er bach etwa aller 300 Jahre aus. Der Ausbruch von 1786 erzeugte einen pyroklastischen Strom, einen Lahar und drei kalte Lahare, die an seiner Ostflanke über eine Strecke von etwa zwölf Kilometern über den Ash Creek abflossen. Ein weiterer (heißer) Lahar floss über 19 km den Mud Creek herab.

### Eruptionen in der Kaskadenkette
Elf der dreizehn Vulkane in der Kaskadenkette sind mindestens einmal während der letzten 4.000 Jahre ausgebrochen, sieben davon in den vergangenen 200 Jahren. Die Kaskaden-Vulkane erzeugten mehr als 100 Eruptionen in den vergangenen Jahrtausenden, von denen viele explosiv waren. Verschiedene Kaskaden-Vulkane können jedoch über Jahrhunderte oder Jahrtausende schlafend sein, weshalb das große Risiko der vulkanischen Aktivität in der Region nicht immer offensichtlich ist.
Wenn Kaskaden-Vulkane ausbrechen, können pyroklastische Ströme, Lavaflüsse und Erdrutsche auch mehr als 16 km (10 mi) entfernte Gebiete devastieren; gewaltige Muren aus vulkanischer Asche und Geröll, Lahare genannt, können mehr als 80 km (ca. 50 mi) unterhalb gelegene Täler überfluten. Aschenregen von explosiven Eruptionen können menschliche Aktivitäten in hunderten Meilen Entfernung beeinflussen und treibende Wolken feiner Asche können ernsthafte Schäden an strahlgetriebenen Flugzeugen selbst in mehreren tausend Meilen Entfernung verursachen.
Alle bekannten Eruptionen in historischer Zeit (Mount Rainier, Glacier Peak, Mount Baker, Mount Hood, Lassen Peak und Mount Shasta) traten in Washington, Oregon und Nord-Kalifornien auf. Die beiden jüngsten waren die am Lassen Peak von 1914 bis 1921 und die am Mount St. Helens 1980. Kleinere Eruptionen am Mount St. Helens traten auch jüngst – erst 2006 – auf. Im Gegensatz dazu sind die Vulkane im südlichen British Columbia sowie im zentralen und südlichen Oregon gegenwärtig schlafend. Die Regionen ohne neue Eruptionen bleiben in Kontakt mit Bruchzonen, welche den Gorda-Rücken, den Explorer-Rücken und den Juan-de-Fuca-Rücken aufgeworfen haben.
Die neuerliche vulkanische Aktivität im Kaskaden-Bogen wie der Ausbruch des Mount St. Helens von 1980 haben die große Bedeutung der Kaskaden-Vulkane hervorgehoben. Ein Ergebnis des Ausbruchs von 1980 war eine bessere Kenntnis zum Einfluss von Erdrutschen und vulkanischer Entwicklung auf die Evolution vulkanischen Geländes. Ein gewaltiges Stück der Nordflanke des Mount St. Helens stürzte ab und bildete eine vom Erdrutsch durcheinandergewirbelte Landschaft, noch mehrere Kilometer vom Vulkan entfernt. Pyroklastische Ströme und Lahare bewegten sich durch die Landschaft. Ähnliches spielte sich am Mount Shasta und an anderen Kaskaden-Vulkanen in prähistorischer Zeit ab.

## Liste der Vulkane
Die Mehrzahl der sehr hohen Vulkane befinden sich in Washington, darunter vier der höchsten sechs; die Mehrzahl der nächsthöheren Gipfel befindet sich in Oregon. Obwohl der Mount Rainier der höchste ist, hat er nicht das größte Volumen; Mount Shasta in Kalifornien ist der voluminöseste, gefolgt von Mount Adams. Vom Eruptiv-Volumen her folgt Mount Rainier an dritter Stelle. Die folgende Liste ist nach der Höhe sortiert:
| Name                                         | Höhe                | Staat/Provinz    | Ort                   | Letzter Ausbruch          |
| -------------------------------------------- | ------------------- | ---------------- | --------------------- | ------------------------- |
| Mount Rainier                                | 4.392 m (14.411 ft) | Washington       | 46° 51′ N, 121° 46′ W | November … Dezember 1894  |
| Mount Shasta                                 | 4.317 m (14.162 ft) | Kalifornien      | 41° 25′ N, 122° 12′ W | 1786                      |
| Mount Adams                                  | 3.743 m (12.280 ft) | Washington       | 46° 12′ N, 121° 29′ W | ca. 950                   |
| Mount Hood                                   | 3.426 m (11.239 ft) | Oregon           | 45° 22′ N, 121° 42′ W | 1865 … 1866               |
| Mount Baker                                  | 3.286 m (10.781 ft) | Washington       | 48° 47′ N, 121° 49′ W | September … November 1880 |
| Glacier Peak                                 | 3.213 m (10.541 ft) | Washington       | 48° 7′ N, 121° 7′ W   | zwischen 1600 und 1800    |
| Mount Jefferson                              | 3.199 m (10.497 ft) | Oregon           | 44° 40′ N, 121° 48′ W | ca. 950                   |
| Lassen Peak                                  | 3.187 m (10.457 ft) | Kalifornien      | 40° 29′ N, 121° 30′ W | 1914 … 1917               |
| Silverthrone Caldera                         | 3.161 m (10.370 ft) | British Columbia | 51° 26′ N, 126° 18′ W | vor ca. 100.000 Jahren    |
| South Sister                                 | 3.157 m (10.358 ft) | Oregon           | 44° 6′ N, 121° 46′ W  | 50 v. Chr.                |
| North Sister (Three Sisters)                 | 3.074 m (10.085 ft) | Oregon           | 44° 10′ N, 121° 46′ W | vor ca. 100.000 Jahren    |
| Middle Sister (Three Sisters)                | 3.062 m (10.047 ft) | Oregon           | 44° 9′ N, 121° 47′ W  | vor ca. 14.000 Jahren     |
| Mount McLoughlin                             | 2.894 m (9.495 ft)  | Oregon           | 42° 27′ N, 122° 19′ W | vor ca. 30.000 Jahren     |
| Karte mit allen Koordinaten : OSM \| WikiMap |                     |                  |                       |                           |